# Anna Marie Wiehe
Anne-Marie Wiehe, född Christiansen 31 mars 1883 i Helsingör, död 9 januari 1962, var en dansk skådespelare. Hon var gift med skådespelaren Viggo Wiehe.

## Filmografi (urval)
- 1948 – Penge som græs